# Чередниченко, Светлана Викторовна
Светлана Викторовна Чередниченко (род. 2 мая 1984, Боково-Платово, Ворошиловградская область) — украинская шахматистка. Гроссмейстер среди женщин (2009), Чемпионка мира среди девочек до 10 лет (1994).

## Спортивные достижения
Двукратная чемпионка Европы среди юношей по быстрым шахматам (1995, 1996). Золотая медаль Открытого чемпионата Баварии среди мужчин (Германия, 2007). Бронзовый призер командного чемпионата Польши по шахматам среди женщин (2010).
Заняла первое место среди мужчин в рейтинговой группе до 2400 в представительном турнире в столице Исландии в городе Рейкьявик «Reykjavik Open Chess-2013».
В чемпионате Греции по решению шахматных композиций проходивший в январе 2004 г. стала победительницей среди женщин и заняла 8-е место среди мужчин.
В составе женской команды Донецкой области серебряный призёр 3-х Всеукраинских игр (2007) в г. Евпатория. Также показала лучший результат на 2-й доске.
Многократная участница чемпионатов Европы среди женщин (2001, 2005—2011) и среди мужчин (2011—2014).

## Изменения рейтинга
| Графики недоступны из-за технических проблем. См. информацию на Фабрикаторе и на mediawiki.org. |